# Élections législatives camerounaises de 1997
Des élections législatives ont eu lieu au Cameroun le 17 mai 1997. Elles sont largement remportées par le Rassemblement démocratique du peuple camerounais qui remporte 116 (109 après décision de la cour suprême) des 180 sièges.
La cour suprême a annulé les résultats de 7 sièges, remportés par le RDPC, en raison de diverses irrégularités.

## Résultats
Le Rassemblement démocratique du peuple camerounais remporte largement ces élections en obtenant 109 sièges sur 180, soit 21 de plus qu'aux précédentes élections.
| Parti                                               | Votes     | %    | Sièges | +/- |
| --------------------------------------------------- | --------- | ---- | ------ | --- |
| Rassemblement démocratique du peuple camerounais    | 1 399 751 | 48,0 | 109    | +21 |
| Front social démocrate                              | 685 689   | 23,5 | 43     | +43 |
| Union nationale pour la démocratie et le progrès    | 392 712   | 13,5 | 13     | -55 |
| Union des populations du Cameroun                   | 78 452    | 2,7  | 1      | -5  |
| Union démocratique du Cameroun                      | 76 644    | 2,6  | 5      | +5  |
| Mouvement pour la défense de la République          | 71 762    | 2,5  | 1      | -17 |
| Alliance nationale pour la démocratie et le progrès | 25 658    | 0,9  | 0      | 0   |
| Union des Forces Démocratiques du Cameroun          | 19 824    | 0,7  | 0      | 0   |
| Liberty Movement of Cameroon Youth                  | 12 973    | 0,4  | 1      | +1  |
| Parti des démocrates camerounais                    | 3 460     | 0,1  | 0      | 0   |
| Autres partis                                       | 121 791   | 4,2  | 0      | -   |
| Invalides/votes blancs                              | 63 137    | -    | -      | -   |
| Sièges vacants                                      | -         | -    | 7      | -   |
| Total                                               | 2 906 186 | 100  | 180    | 0   |

## Composition sociologique de l'Assemblée
10 des 180 élus sont des femmes, soit 5,56% de l'Assemblée.